# Fähre Zehendermätteli–Bremgarten

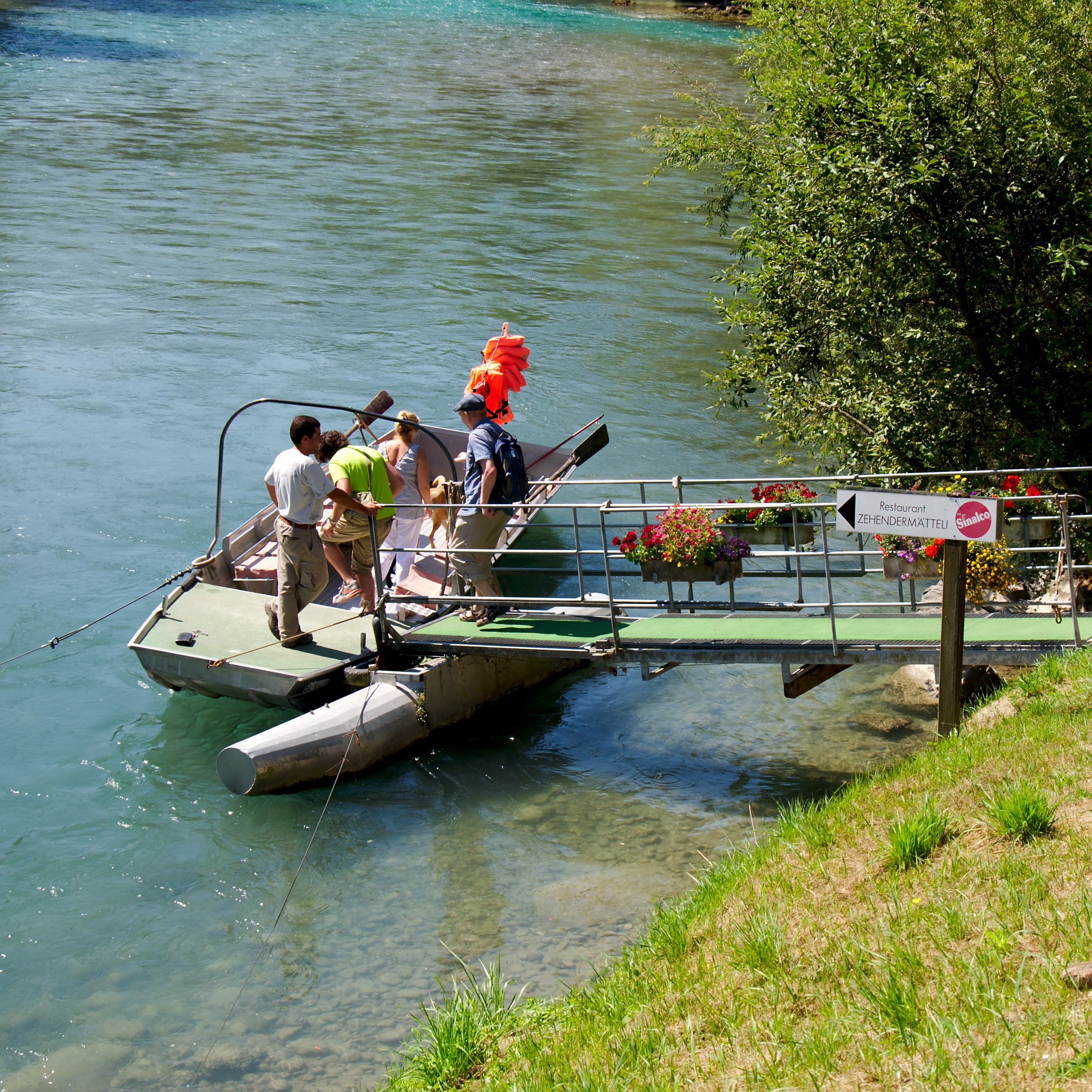
Fähre (2012)

Die Fähre Zehendermätteli–Bremgarten ist eine Personenfähre über die Aare im Schweizer Kanton Bern.
Die Fähre führt von Bremgarten bei Bern, westlich der Aare, zum Zehendermätteli auf der Engehalbinsel der Stadt Bern am Ostufer. Die Fähre verkehrt nicht im Winter.
Der damalige Pächter des Zehendermätteli-Gutes erhielt am 1. Oktober 1957 vom Regierungsrat die Bewilligung zum Betrieb einer Fähre. Im Jahr 1988 wurde die Fähre unter finanzieller Mitwirkung der Burgergemeinde Bern, des Kantons, der Berner Wanderwege und der Stadt Bern überholt; die Gemeinde Bremgarten sicherte einen jährlichen Defizitbeitrag zu.